# 1994–1998 közötti magyar országgyűlési képviselők listája
A következő lista az 1994 és 1998 között működő Országgyűlés képviselőit sorolja fel frakcióhovatartozás szerint.

## Elnökség
Az Országgyűlés elnöke:
- Gál Zoltán (MSZP)

Az Országgyűlés alelnökei:
- Kóródi Mária (SZDSZ)
- Salamon László (MDF, 1996. március 10-éig)
- G. Nagyné Maczó Ágnes (FKGP, 1997. november 3-áig)
- Kávássy Sándor (FKGP, 1997. november 11-étől)
- Füzessy Tibor (KDNP, 1996. április 16-ától 1997. július 15-éig)
- Áder János (Fidesz, 1997. szeptember 9-étől)

## Frakcióvezetők
- MSZP: Szekeres Imre
- SZDSZ: Pető Iván (1997. április 14-éig), Szent-Iványi István
- MDF: Szabó Iván (1996. március 10-éig), Demeter Ervin
- FKGP: Torgyán József
- Fidesz: Kövér László (1994. július 31-éig), Szájer József (1997. szeptember 7-éig), Pokorni Zoltán
- KDNP: Füzessy Tibor (1995. február 19-éig), Isépy Tamás (1997. július 21-éig)
- MDNP: Szabó Iván (1996. március 11-étől)

## Képviselők

### MSZP
| - Ábrahám János (Tolna megyei lista) - Alföldi Albert (Kalocsa) - Annus József (Szeged 1.) - Antalóczy Attila (Budapest XIII. ker.) - Árgyélán György (Békés megyei lista) - Avarkeszi Dezső (Budapest XXI. ker.) - Baja Ferenc (Nyíregyháza 2.) - Bajor Tibor (Kisvárda) - Bakai Zoltán (Fehérgyarmat) - Bakonyi Tibor (Budapesti lista) - Bányász Jánosné (Nyíregyháza 1.) - Baranyai Lőrinc (Komárom-Esztergom megyei lista) - Baráth Etele (Budapest XIV. ker.) - Baráth Magdolna (Pest megyei lista) - Bársony András (Budapest VI. ker.) - Bedő Tibor (Hajdú-Bihar megyei lista) - Békesi László (Cegléd) - Benedek Mihály (Ózd) - Benkő András (Tamási) - Bihari Mihály (Budapest XI. ker.) - Birta Sándor (Nyírbátor) - Boldvai László (Salgótarján) - Boros László (Győr-Moson-Sopron megyei lista) - Botka László (Szeged 3.) - Brúszel László (Bács-Kiskun megyei lista) - Burány Sándor (Budapest XIX. ker.) - Buzás Sándor (Kunhegyes) - Csabai Lászlóné (Szabolcs-Szatmár-Bereg megyei lista) - Csákabonyi Balázs (Kaposvár 1.) - Csehák Judit (Veszprém 2.) - Csernus Ferenc (Tiszakécske) - Csige József (Balmazújváros) - Csiha András (Hajdúböszörmény) - Csiha Judit (Budapesti lista) - Csintalan Sándor (Budapest IX-XX. ker.) - Csizmadia László (Országos lista) - Csizmár Gábor (Budapest IV. ker.) - Csomós László (Pétervására) - Czellár István (Szabolcs-Szatmár-Bereg megyei lista) - Daróczy Zoltán (Debrecen 1.) - Donáth László (Budapest III. ker.) - Ecsődi László (Gárdony) - Egerszegi László (Somogy megyei lista) - Érsek Zsolt (Hatvan) - Faragó Péter (Sajószentpéter) - Farkas Imre (Kunszentmárton) - Fedor Vilmos (Miskolc 1.) - Ferenczy Sándor (Baranya megyei lista) - Filló Pál (Budapest VII. ker.) - Fodor Sándor (Fejér megyei lista) - Földesi Zoltán (Békés megyei lista) - Francz Rezső (Nagyatád) - Fritz Péter (Csongrád megyei lista) - Füle István (Szolnok 2.) - Gál Zoltán (Budapesti lista) - Garai István Levente (Kiskunfélegyháza) - Gazdag János (Makó) - Géczi József Alajos (Szeged 2.) - Gellért Kis Gábor (Monor) - Godó Lajos (Heves) - Göndör István (Nagykanizsa) - Götzinger István (Pest megyei lista) - Gráf József (Szigetvár) - Gyárfás Ildikó (Kazincbarcika) - Győr Sándor (Veszprém megyei lista) - Hajdú János (Csongrád) - Hajdu László (Budapest XV. ker.) - Halasi Imre (Zala megyei lista) - Haller Zoltán (Esztergom) - Házas József (Siófok) - Hegyi Gyula (Budapesti lista) - Herbály Imre (Jász-Nagykun-Szolnok megyei lista) - Herbert Ferenc (Zalaegerszeg) - Hidasi Rezső (Budapesti lista) - Hideg Gábor (Békés megyei lista) - Hiesz György (Heves megyei lista) - Hoffmann Attila (Budapest XVII. kerület) - Horn Gyula (Budapesti lista) - Horváth Zoltán (Fejér megyei lista) - Iváncsik Imre (Szolnok 1.) - Jakab Róbertné (Országos lista) - Jánosi György (Szekszárd) - Jauernik István (Jász-Nagykun-Szolnok megyei lista) - Juhász Ferenc (Szabolcs-Szatmár-Bereg megyei lista) - Juhász Gábor (Pásztó) - Juhászné Lévai Katalin (Debrecen 2.) - Kalmár Péter (Heves megyei lista) - Karakas János (Budapest XX. ker.) - Karl Imre (Országos lista) - Kasuba János (Karcag) - Katona Béla (Budapest X-XVIII. ker.) - Keleti György (Kisbér) - Keller László (Budaörs) - Kertész István (Mátészalka) - Kiss Gábor (Vásárosnamény) - Kiss József (Tolna megyei lista) - Kiss Péter (Budapest IV-XV. ker.) - Kocsi László (Siklós) - Koleszár Lajos (Miskolc 2.) - Koltai Imre (Vác) - Koltai Tamás (Tiszavasvári) - Koltay Zsoltné (Békés megyei lista) - Komáromi István (Kunszentmiklós) - Kónya Lajos (Hajdú-Bihar megyei lista) - Korinthus Katalin (Miskolc 3.) - Korózs Lajos (Eger) - Kósa Ferenc (Vas megyei lista) - Kósáné Kovács Magda (Budapest VIII. ker.) | - Koscsó Lajos (Borsod-Abaúj-Zemplén megyei lista) - Kovács László (Győr-Moson-Sopron megyei lista) - Kovács Pál (Dunaújváros) - Kovács Tibor (Tiszaújváros) - Kökény Mihály (Budapest IX. ker.) - Körösfői László (Gödöllő) - Kristóf István (Baja) - Kristyánné Aknai Erzsébet (Budapesti lista) - Kücsön Sándor (Pest megyei lista) - Lajtai István (Pest megyei lista) - Lakatos András (Baktalórántháza) - Lakos László (Nagykőrös) - Lamperth Mónika (Somogy megyei lista) - Lassu István (Somogy megyei lista) - Lendvai Ildikó (Budapest XXII. ker.) - Leszkovszki Tibor (Veszprém megyei lista) - Lippai Lajos (Borsod-Abaúj-Zemplén megyei lista) - Lővey László (Balatonboglár) - Lusztig Péter (Pécs 1.) - Márfai Péter (Bács-Kiskun megyei lista) - Máté László (Országos lista) - Matuska Sándor (Szeghalom) - Mayer Antal (Nógrád megyei lista) - Mező István (Borsod-Abaúj-Zemplén megyei lista) - Miakich Gábor (Szentendre) - Miklós László (Érd) - Molnár Gyula (Budapest XI. ker.) - Molnár János (Füzesabony) - Nacsa János (Dabas) - Nagy Frigyes (Mosonmagyaróvár) - Nagy Jenő (Balatonfüred) - Nagy Sándor (Borsod-Abaúj-Zemplén megyei lista) - Nagyiványi Zoltán (Budapest X. ker.) - Nemcsók János (Csongrád megyei lista) - Nikolits István (Pilisvörösvár) - Nyakó István (Borsod-Abaúj-Zemplén megyei lista) - Nyers Rezső (Budapesti lista) - Olasz János (Mezőkövesd) - Orosz István (Debrecen 3.) - Orosz Sándor (Budapest III. ker.) - Pál Béla (Veszprém megyei lista) - Pál László (Budapest XIII. ker.) - Pálfy István (Heves megyei lista) - Papp Pál (Bicske) - Paszternák László (Budapest XXI. ker.) - Pásztohy András (Kaposvár 2.) - Páva Zoltán (Komló) - Pécsi Ildikó (Budapest XIV. ker.) - Péli Tamás Károly (Országos lista) - Pozsgai Balázs (Győr 2.) - Puch László (Baranya megyei lista) - Pusztai Csaba (Ráckeve) - Rimóczi József (Hajdú-Bihar megyei lista) - Rozgonyi József (Nógrád megyei lista) - Samu János (Nagykáta) - Schalkhammer Antal (Tatabánya) - Schiffer János (Budapesti lista) - Schvarcz Tibor (Komárom-Esztergom megyei lista) - Sebők János (Tapolca) - Serfőző András (Szécsény) - Simon Imre (Békés megyei lista) - Simon József (Országos lista) - Sirály Péter (Mór) - Soós Győző (Sátoraljaújhely) - Suchman Tamás (Marcali) - Szabados Tamás (Sárbogárd) - Szabó György (Szerencs) - Szabó Imre (Dombóvár) - Szabó Katalin (Zala megyei lista) - Szabó Lajos (Sárvár) - Szabó Lajos Mátyás (Budapest XVI. ker.) - Szabó Sándorné (Győr 3.) - Szabó Zoltán (Budapest VII-VIII. ker.) - Szántó Mihály (Hajdúhadház) - Szekeres Imre (Jászapáti) - Szilágyi Péter (Berettyóújfalu) - Szili Katalin (Pécs 2.) - Szili Sándor (Budapest XVIII. ker.) - Sződi Imre (Paks) - Szőllősi Istvánné (Szarvas) - Szűrös Mátyás (Püspökladány) - Tabajdi Csaba (Bácsalmás) - Takács Imre (Hajdúszoboszló) - (Tatai-)Tóth András (Tata) - Tímár Istvánné (Budapesti lista) - Tokaji Ferenc (Gyula) - Tokár István (Mezőtúr) - Toller László (Pécs 3.) - Tompa Sándor (Miskolc 4.) - Tóth András (Országos lista) - Tóth Károly (Békéscsaba) - Tóth Pál (Borsod-Abaúj-Zemplén megyei lista) - Tóth Sándor (Mezőkovácsháza) - Tulok András (Pápa) - Urbán Árpád (Balassagyarmat) - Üszögi-Bleyer Jenő (Országos lista) - Vadász István (Encs) - Vancsik Zoltán (Székesfehérvár 2.) - Vankó Magdolna (Aszód) - Varga József (Csorna) - Varga Lajos (Dunakeszi) - Vargáné Kerékgyártó Ildikó (Edelény) - Várnai László (Kiskunhalas) - Vastagh Pál (Orosháza) - Veér Miklós (Keszthely) - Veres János (Szabolcs-Szatmár-Bereg megyei lista) - Vitányi Iván (Budapest V-XIII. ker.) - Zatykó János (Komárom) |

### SZDSZ
| - Ábrahám Tibor (Pest megyei lista) - Baky György (Várpalota) - Bálint György (Pest megyei lista) - Bauer Tamás (Országos lista) - Béki Gabriella (Országos lista) - Bretter Zoltán (Baranya megyei lista) - Büky Dorottya (Országos lista) - Csikai Zsolt (Kecskemét 1.) - Czuczi Mihály (Országos lista) - Danis György (Országos lista) - Dióssy László (Veszprém megyei lista) - Dornbach Alajos (Budapesti lista) - Eörsi Mátyás (Országos lista) - Fodor Gábor (Gyöngyös) - Gaál Gyula (Országos lista) - Gombos András (Szentes) - Gulyás József (Országos lista) - Hack Péter (Budapesti lista) - Hága Antónia (Országos lista) - Hajdú Zoltán (Fejér megyei lista) - Halda Alíz (Országos lista) - Hankó Faragó Miklós (Szombathely 1.) - Hatvani Zoltán (Borsod-Abaúj-Zemplén megyei lista) - Hodosán Róza (Hajdú-Bihar megyei lista) - Horn Gábor (Országos lista) - Horváth Vilmos (Kőszeg) - Iványi Tamás (Szabolcs-Szatmár-Bereg-megyei lista) - Juhász Pál (Bács-Kiskun megyei lista) - Kertész Zoltán (Sopron) - Kis Zoltán (Jászberény) - Kiss Róbert (Országos lista) - Kocsis Imre Antal (Országos lista) - Kóródi Mária (Pest megyei lista) - Kőszeg Ferenc (Országos lista) | - Kuncze Gábor (Szigetszentmiklós) - Lotz Károly (Országos lista) - Mádai Péter (Ajka) - Magyar Bálint (Budapesti lista) - Matyi László (Borsod-Abaúj-Zemplén megyei lista) - Mécs Imre (Budapesti lista) - Mészáros Béla (Körmend) - Mészáros István László (Országos lista) - Molnár Péter (Országos lista) - Monostori Endre (Vas megyei lista) - Mustó István (Országos lista) - Nádori László (Tolna megyei lista) - Páris András (Somogy megyei lista) - Pető Iván (Budapesti lista) - Puha Sándor (Heves megyei lista) - Rácskay Jenő (Szombathely 2.) - Rajk László (Országos lista) - Rózsa Edit (Csongrád megyei lista) - Sarkadiné Lukovics Éva (Békés megyei lista) - Soós Károly Attila (Országos lista) - Szabó Miklós (Budapesti lista) - Szabó Rudolfné (Jász-Nagykun-Szolnok megyei lista) - Szalay Gábor (Komárom-Esztergom megyei lista) - Szász Domokos (Országos lista) - Szent-Iványi István (Országos lista) - Szentkuti Károly (Győr-Moson-Sopron megyei lista) - Szigethy István (Zala megyei lista) - Szigeti György (Országos lista) - Szolnoki Andrea (Országos lista) - Tamássy István (Nógrád megyei lista) - Tardos Márton (Budapesti lista) - Ungár Klára (Országos lista) - Világosi Gábor (Székesfehérvár 1.) - Wekler Ferenc (Mohács) |

### MDF
| - Balsai István (Országos lista) - Bogárdi Zoltán (Országos lista) - Boross Péter (Budapesti lista) - Csapody Miklós (Budapest XI. ker.) - Csóti György (Budapest I-II. ker.) - Dávid Ibolya (Országos lista) - Demeter Ervin (Budapesti lista) - Dobos Krisztina (Országos lista) - Horváth József (Jász-Nagykun-Szolnok megyei lista) - Kádár Béla (Baranya megyei lista) - Kelemen András (Fejér megyei lista) | - Kis Gyula József (Országos lista) - Lezsák Sándor (Bács-Kiskun megyei lista) - Medgyasszay László (Győr-Moson-Sopron megyei lista) - Nahimi Péter (Országos lista) - Póda Jenő (Csongrád megyei lista) - Semjén Zsolt (Országos lista, 1997-ig KDNP) - Sepsey Tamás (Országos lista) - Takács Péter (Szabolcs-Szatmár-Bereg megyei lista) - Tóth István (Jász-Nagykun-Szolnok-megyei lista) - Varga István (Békés megyei lista) |

### FKGP
| - Bánk Attila (Országos lista) - Barkóczy Gellért (Somogy megyei lista) - Bernáth Varga Balázs (Bács-Kiskun megyei lista) - Csontos Miklós, K. (Országos lista) - Czoma Kálmán (Zala megyei lista) - Dögei Imre (Jász-Nagykun-Szolnok megyei lista) - Gerócs József (Lenti) - Gyimóthy Géza (Országos lista) - Győriványi Sándor (Országos lista) - Homoki János (Országos lista) - István József (Országos lista) - Izsó Mihály (Országos lista) | - Kávássy Sándor (Szabolcs-Szatmár-Bereg megyei lista) - Lányi Zsolt (Budapesti lista) - Nemes Miklós (Veszprém megyei lista) - Pallag László (Békés megyei lista) - Pancza István (Csongrád megyei lista) - Pápai Mihály (Győr-Moson-Sopron megyei lista) - Rott Nándor (Országos lista) - Sándorffy Ottó (Pest megyei lista) - Szabó János (Országos lista) - Tímár György (Országos lista) - Torgyán József (Országos lista) - Torgyán Józsefné Cseh Mária (Országos lista) |

### Fidesz
| - Áder János (Országos lista) - Balsay István (Országos lista) - Csépe Béla (Országos lista, 1997-ig KDNP) - Deutsch Tamás (Budapesti lista) - Eperjes Károly (Országos lista) - Glattfelder Béla (Országos lista) - Gyuricza Béla (Országos lista) - Isépy Tamás (Országos lista, 1997-ig KDNP) - Ivanics István (Bács-Kiskun megyei lista, 1997-ig KDNP) - Kósa Lajos (Hajdú-Bihar megyei lista) - Kovács Kálmán (Országos lista, 1997-ig KDNP) - Kövér László (Országos lista) - Latorcai János (Országos lista, 1997-ig KDNP) - Leitner Gábor (Szob, 1997-ig KDNP) - Mádi László (Szabolcs-Szatmár-Bereg megyei lista) - Németh Zsolt (Országos lista) - Orbán Viktor (Fejér megyei lista) | - Pálfi Dénes (Zalaszentgrót, 1997-ig KNDP) - Pokorni Zoltán (Országos lista) - Rapcsák András (Hódmezővásárhely, 1997-ig KDNP) - Rockenbauer Zoltán (Országos lista) - Rubovszky György (Országos lista, 1997-ig KDNP) - Salamon László (Országos lista, 1996-ig MDF) - Sasvári Szilárd (Budapesti lista) - Selmeczi Gabriella (Pest megyei lista) - Surján László (Budapesti lista, 1997-ig KDNP) - Sümeghy Csaba (Országos lista) - Szájer József (Országos lista) - Tirts Tamás (Országos lista) - Trombitás Zoltán (Országos lista) - Urbán László (Országos lista) - Varga László (Országos lista, 1997-ig KDNP) - Varga Mihály (Országos lista) - Wachsler Tamás (Borsod-Abaúj-Zemplén megyei lista) |

### Néppárt-MDNP
A frakció az MDF-ből vált ki 1996. március 11-én
| - Barsiné Pataky Etelka (Budapesti lista) - Bogár László (Borsod-Abaúj-Zemplén megyei lista) - Farkas Gabriella (Országos lista) - Jeszenszky Géza (Országos lista) - Katona Tamás (Pest megyei lista) - Kónya Imre (Pest megyei lista) - Kónyáné Kutrucz Katalin (Országos lista) | - Kulin Ferenc (Országos lista) - Raskó György (Kapuvár) - Szabad György (Országos lista) - Szabó Iván (Budapesti lista) - Szabó Tamás (Veszprém megyei lista) - Tóth Tihamér (Zala megyei lista) - Zsigmond Attila (Budapest II. ker.) |

### KDNP
A frakció 1997. július 21-én feloszlott, egy része a Fideszhez, egy képviselő az MDF-hez csatlakozott, az alábbiak független képviselőként folytatták munkájukat.
| - Fekete György (Budapest XII. ker., 1995-ig MDF, 1995-96 független) - Füzessy Tibor (Országos lista) - Gáspár Miklós (Országos lista) - Giczy György (Országos lista) - Hasznos Miklós (Országos lista) - Keresztes Sándor (Országos lista | - Mészáros Gyula (Pest megyei lista) - Pálos Miklós (Országos lista) - Rusznák Miklós (Borsod-Abaúj-Zemplén megyei lista) - Szakál Ferenc (Országos lista) - Szilágyiné Császár Terézia (Szabolcs-Szatmár-Bereg megyei lista) |

### Függetlenek
| - Aszódi Ilona Katalin (Kiskőrös), 1997-ig MSZP - Berregi István (Fejér megyei lista), 1998-ig FKGP - Für Lajos (Hajdú-Bihar megyei lista), 1996-ig MDF - G. Nagyné Maczó Ágnes (Borsod-Abaúj-Zemplén megyei lista), 1997-ig FKGP - Kapronczi Mihály (Hajdú-Bihar megyei lista), 1995-ig FKGP - Kaszás Tibor (Veszprém 1.), 1997-ig SZDSZ | - Morvai Ferenc (Országos lista), 1998-ig FKGP - Rab Károly (Győr 3.), 1995-ig SZDSZ - Schamschula György (Országos lista), 1996-ig MDF, 1996-ban rövid ideig FKGP - Solymosi József (Bonyhád), 1997-ig SZDSZ - Tölgyessy Péter (Országos lista), 1996-ig SZDSZ - Zwack Péter (Kecskemét 2.) |